# Liphistius desultor
Liphistius desultor is een spinnensoort uit de familie Liphistiidae. De soort komt voor in Maleisië.